# Confine tra Guatemala e Messico

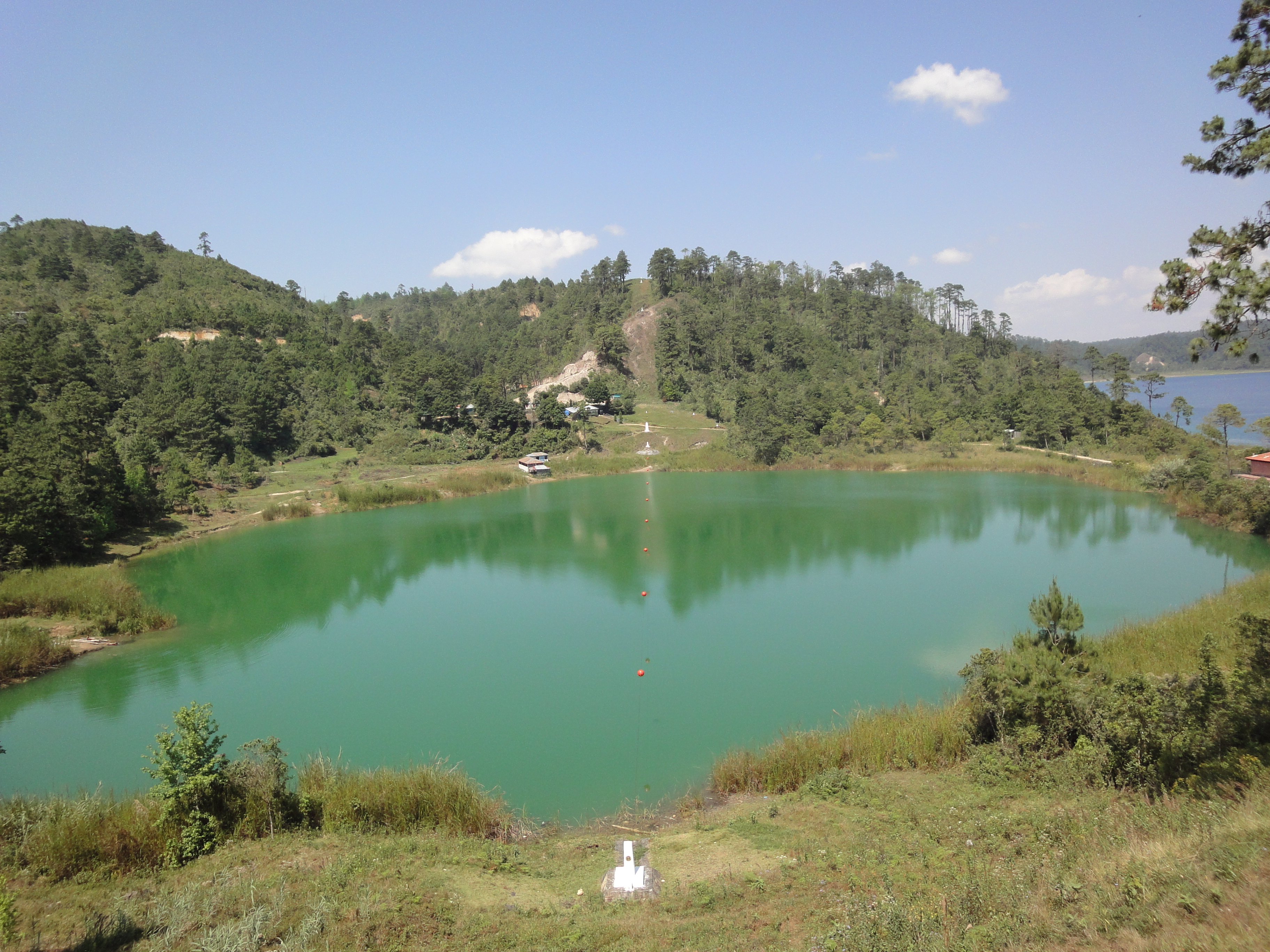
Confine tra Guatemala (a sinistra) e Messico (a destra, nel Lagunas de Montebello National Park) delineato dalla linea abbattuta di alberi e dal cippo di confine.

Il confine internazionale tra Guatemala e Messico misura 871 km e corre tra il nord e l'ovest del Guatemala (dipartimenti di San Marcos, Huehuetenango, Quiché e Petén) e gli stati messicani di Campeche, Tabasco e Chiapas. Il confine comprende tratti dei fiumi Usumacinta, il Salinas e Suchiate.
Non c'è un muro continuo lungo il confine ma solo sezioni di recinzione vicino alle aree popolate e ai valichi di frontiera ufficiali.

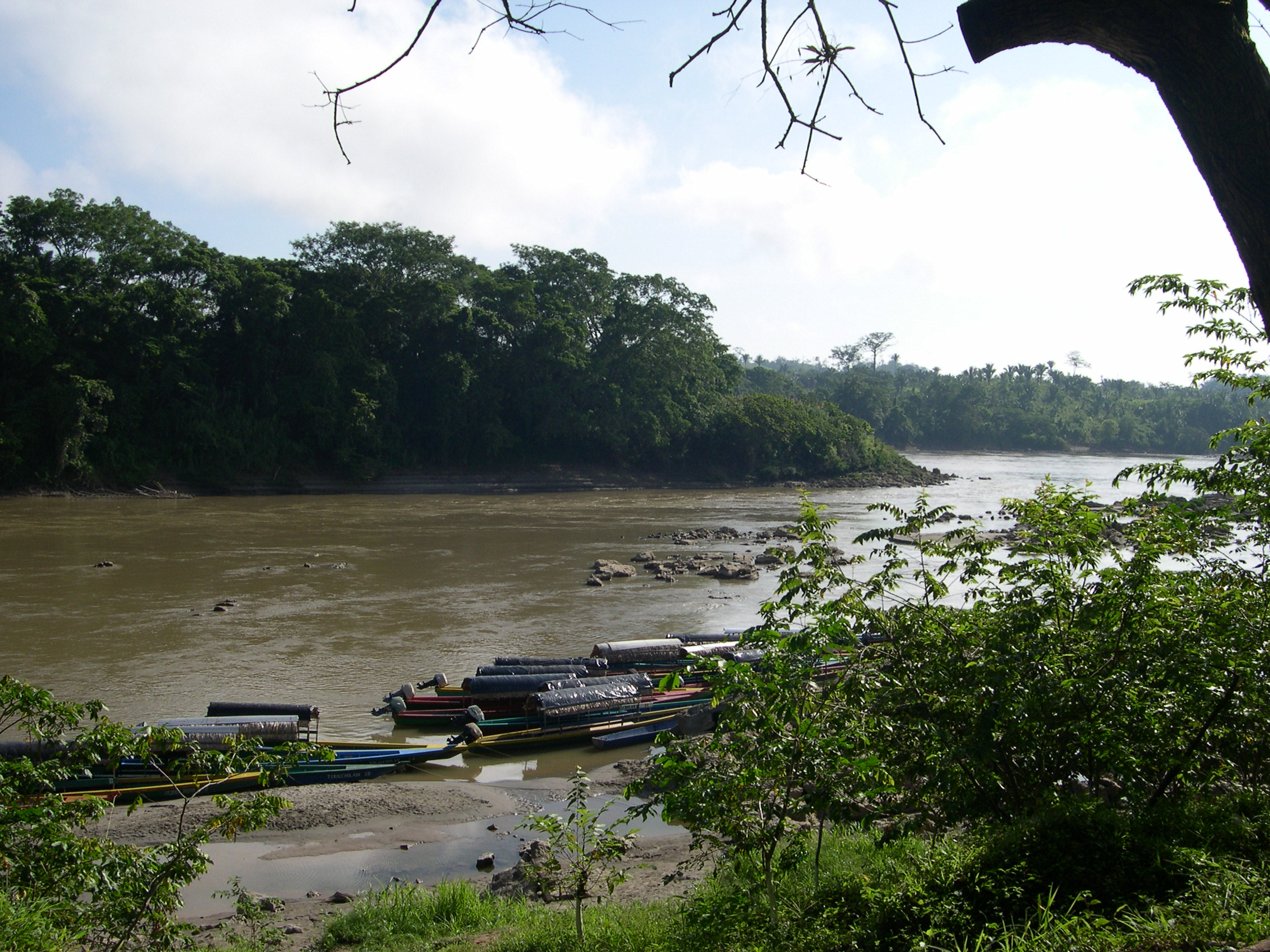
Il fiume Usumacinta visto da Chiapas, Messico. La sponda opposta è Guatemala

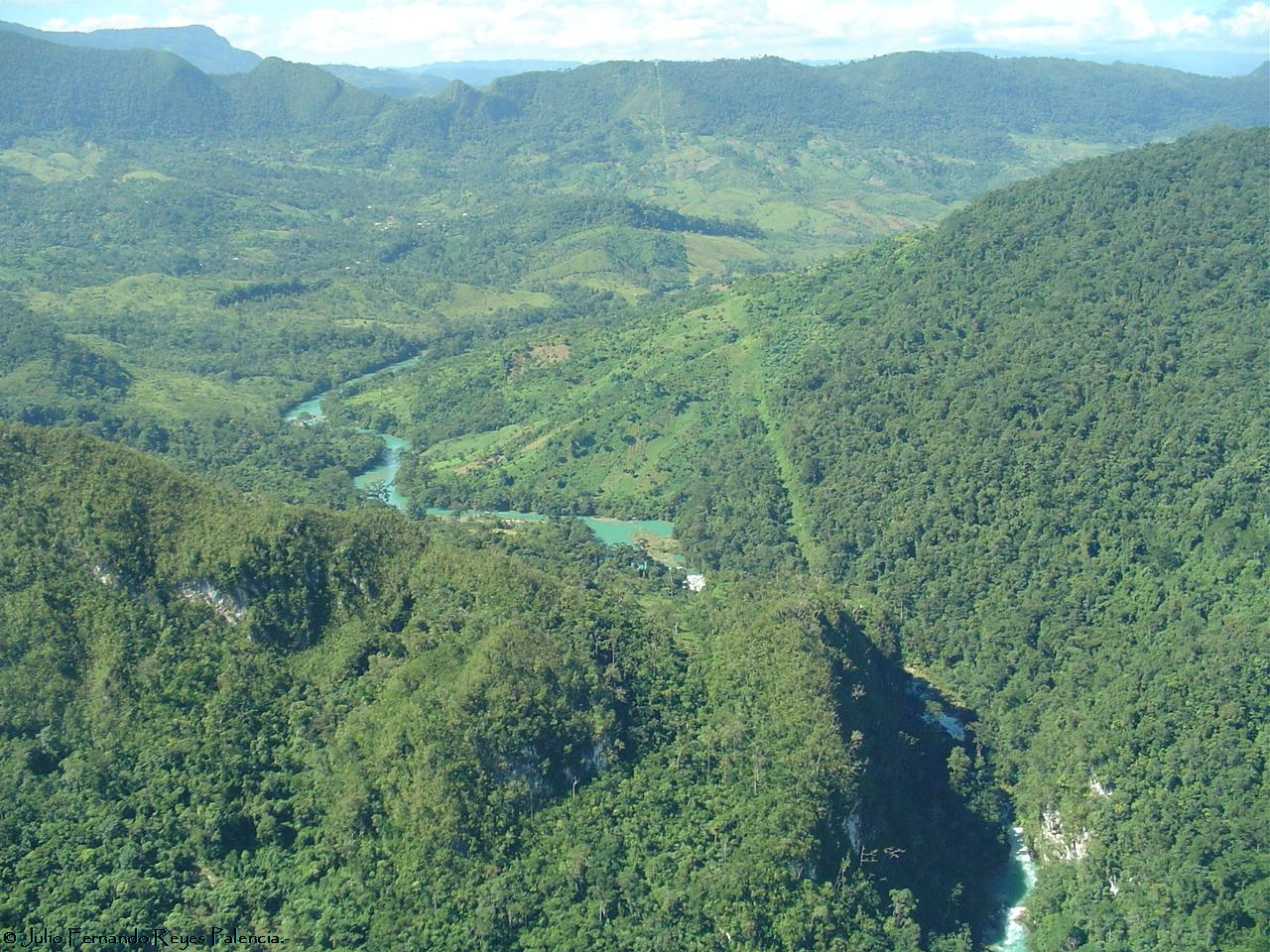
Foto del confine, nella parte destra c'è il Messico

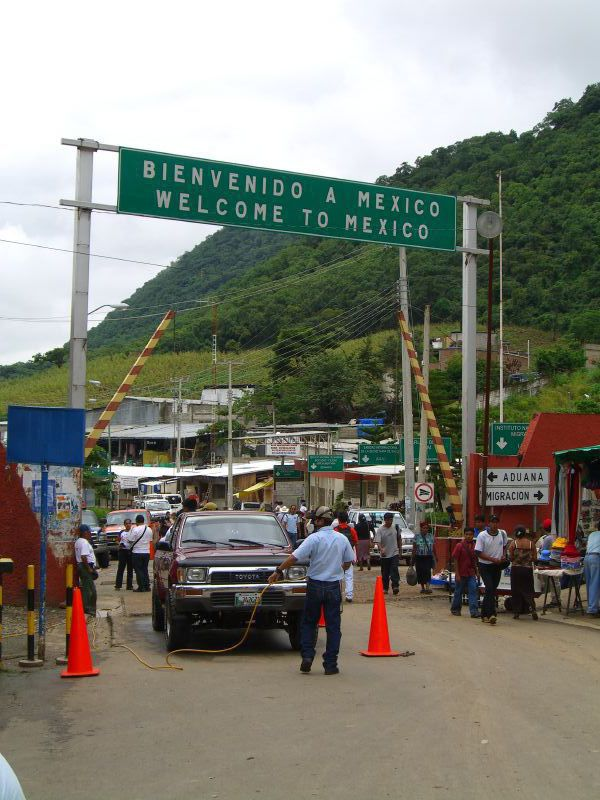
Valico di frontiera per il Messico a Ciudad Hildago

Dal punto di vista geopolitico, questo confine rappresenta gran parte del confine occidentale e settentrionale della regione del Centro America in America del Nord. È attraverso questo confine che si svolge la maggior parte del commercio tra il Messico e il Guatemala e il resto dell'America Centrale.

## Storia
Nel 1881 sorsero attriti quando il presidente guatemalteco Justo Rufino Barrios rivendicò le terre di Soconusco e Chiapas. La posizione iniziale del governo messicano fu di non accettare la messa in discussione dei propri diritti sulla regione. Tuttavia dall'anno successivo iniziarono i colloqui per risolvere il problema tra Matías Romero e Justo Rufino al verricello a Hacienda de Barrios (Soconusco), dove entrambi avevano possedimenti. Decisero di andare ad arbitrato negli Stati Uniti d'America.
L'accordo preliminare fu firmato a New York il 12 agosto del 1882, e recita: "La Repubblica del Guatemala dispensa l'argomento che ha tenuto sui propri diritti al territorio del Chiapas e Soconusco". La posizione del Messico è ben inserita nei diritti di quei territori. Il trattato di confine finale è stato firmato a Città del Messico il 27 settembre del 1882. Il primo articolo prevede che: "La Repubblica del Guatemala rinuncia per sempre ai diritti che i giudici hanno sul territorio del Chiapas e Soconusco, quindi considera il territorio come parte degli Stati Uniti del Messico". Per quanto riguarda la delimitazione del confine stesso, Messico e Guatemala hanno deciso di utilizzare linee rette tra punti chiave noti e accettati da entrambi i paesi. Il lavoro di misurazione e di demarcazione è stato completato nel 1902.

## Problemi d'immigrazione
Nel 2006, Joseph Contreras profilò la questione degli immigrati guatemaltechi che entrano illegalmente in Messico per la rivista Newsweek e sottolineò che, mentre il presidente messicano Vicente Fox aveva chiesto che gli Stati Uniti concedessero la residenza legale a milioni di immigrati messicani illegali, il Messico aveva concesso lo status giuridico solo a 15.000 immigrati illegali. Inoltre, Contreras scoprì che in piantagioni di caffè nello Stato messicano del Chiapas, "40.000 guatemaltechi braccianti sopportano condizioni di lavoro massacranti e squallide condizioni di vita per guadagnare a malapena $ 3,50 al giorno" e che alcuni agricoltori deducono anche il costo di vitto e alloggio da tale importo". L'Istituto Nazionale messicano per la migrazione ha stimato che 400.235 persone hanno attraversato il confine illegalmente ogni anno e che circa 150.000 di queste erano intenzionate ad entrare negli Stati Uniti.

## Traffico di armi e droga
Il confine con il Guatemala è la fonte primaria di armi di tipo militare – tra cui lanciarazzi, bombe a mano, esplosivi al plastico, e lanciagranate – utilizzata dai cartelli della droga messicani. Le armi sono in genere rubate da depositi di munizioni del governo dell'America Centrale. Una fuga di notizie annunciata da WikiLeaks nel 2010 affermò che il Messico non aveva risorse sufficienti per pattugliare il confine, con solo 125 agenti per monitorare l'intero confine di 871 km. Funzionari messicani confermarono di non avere risorse sufficienti perché queste sono utilizzate nella lotta ai cartelli del Nord.

## Città e valichi di frontiera
Nel 2014, il confine del Messico con il Guatemala e il Belize aveva 11 passaggi ufficiali (10 con il Guatemala e 1 con il Belize) e più di 370 passaggi informali. Come parte di uno progetto noto come Plan Frontera Sur ("Piano del confine meridionale"), che ha lo scopo di limitare l'ingresso illegale dall'America centrale nel paese, il Messico aumenterà il numero di passaggi formali.
Il Guatemala e il Messico avevano 10 valichi di frontiera ufficiali nel 2004:
- Ciudad Hidalgo, Chiapas - Ciudad Tecún Umán, San Marcos
- Talismán, Chiapas|Talismán, Chiapas - El Carmen, San Marcos|El Carmen, San Marcos
- Union Juárez, Chiapas - Toquían Grande, San Marcos
- Mazapa de Madero, Chiapas - Sibinal, San Marcos
- Ciudad Cuahtemoc, Chiapas - La Mesilla, Huehuetenango
- Carmen Xhán, Chiapas - Gracias a Dios, Huehuetenango
- Nuevo Orizaba, Chiapas - Ingenieros, El Quiché
- Frontera Corozal, Chiapas - Bethel, El Petén
- El Ceibo, Tabasco - El Ceibo, El Petén
- El Martillo, Tabasco - El Naranjo, El Petén